# 駿威汽車
駿威汽車有限公司（前上市編號：hkex:0203.HK）的主要業務是在中國內地從事製造、裝配及銷售汽車、汽車電器及部件等綜合業務，並在香港製造及買賣音響器材。
公司在香港註冊，1993年2月22日在香港聯合交易所上市，現任主席為張房有。2009年純利為19.14億人民幣。
2010年，廣州汽車集團股份有限公司建議以換股方式把駿威汽車私有化，每1股駿威汽車可換得的0.474026股廣汽集團H股。私有化完成後，駿威汽車在2010年8月25日除牌，廣汽集團並在同年8月30日取代駿威的上市地位。